# Славчин
Славчин (пол. Sławczyn) — село в Польщі, у гміні Ґневошув Козеницького повіту Мазовецького воєводства.
Населення — 146 осіб (2011).
У 1975-1998 роках село належало до Радомського воєводства.

## Демографія
Демографічна структура станом на 31 березня 2011 року:
|          | Загалом | Допрацездатний вік | Працездатний вік | Постпрацездатний вік |
| -------- | ------- | ------------------ | ---------------- | -------------------- |
| Чоловіки | 75      | 14                 | 50               | 11                   |
| Жінки    | 71      | 12                 | 36               | 23                   |
| Разом    | 146     | 26                 | 86               | 34                   |